# Hylocomiastrum
Hylocomiastrum ist eine Gattung der Laubmoosen aus der Familie Hylocomiaceae.
Die Arten dieser Gattung werden oft auch zur Gattung Hylocomium gezählt. Nach der Systematik von Stech & Frey werden aus der Gattung Hylocomium die unten angeführten drei Arten abgetrennt und in die hier beschriebene Gattung gestellt.

## Merkmale
Es sind kräftige Pflanzen mit entfernt unregelmäßig oder regelmäßig einfach bis doppelt gefiederten Stämmchen. Diese sind dicht mit verzweigten Paraphyllien besetzt. Die anliegenden bis aufrecht-abstehenden Blätter sind aus dreieckigen oder eiförmigen Grund kurz oder lang gespitzt. Die Blattrippe mit einer Länge von etwa einem Drittel bis drei Viertel der Blattlänge ist einfach oder zweifach, selten dreifach. Blattflügelzellen sind nicht differenziert oder schwach angedeutet.
Von den Arten der Gattung Hylocomium unterscheiden sich die hier beschriebenen Arten durch kürzer geteilte Paraphyllien und stark faltige Blätter mit kräftiger Rippe und glatten Blattzellen.

## Arten
Weltweit gibt es drei Arten mit einer Verbreitung in Europa, Asien, Nordamerika und dem nördlichen Afrika:
- Hylocomiastrum himalayanum, in Teilen Chinas und Taiwan
- Hylocomiastrum pyrenaicum, in Eurasien und Nordamerika
- Hylocomiastrum umbratum, in Eurasien, Nordamerika, Nordafrika